# Людвик Заброцки
Лю̀двик Забро̀цки (на полски: Ludwik Zabrocki) е полски езиковед германист и индоевропеист, професор, специалист по общо и индоевропейско езикознание, преподавател в Познанския университет, където ръководи Катедрата за германски езици, член на Полската академия на науките, създател на полската школа по приложна лингвистика.

## Трудове
- Gwara Borów Tucholskich (1934)
- Usilnienie i lenicja w językach indoeuropejskich i w ugrofińskim (1951)
- Wspólnoty komunikatywne w genezie i rozwoju języka niemieckiego (1963)
- Językoznawcze podstawy metodyki nauczania języków obcych (1966)
- U podstaw struktury i rozwoju języka (1980)